# 凤凰乐队
凤凰乐队（英語：Phoenix）是一支来自凡尔赛的法国独立摇滚乐队，成立于1995年。他们的阵容自成立以来一直没有变化，乐队成员包括托马斯·马斯（主唱、鼓、打击乐手）、戴克·达西（贝斯、键盘、伴唱）、克里斯蒂安·马扎莱（吉他、伴唱）和洛朗·布兰科维茨（吉他、键盘、伴唱）。托马斯·赫德伦自2005年以来一直担任该乐队的录音和现场鼓手。
该乐队的音乐主要被描述为独立流行、合成器流行、流行摇滚和新浪潮。迄今为止，他们已经发行了七张录音室专辑，其中第四张专辑Wolfgang Amadeus Phoenix在2009年取得重大成功。该专辑以单曲1901和Lisztomania为特色，获得了格莱美奖最佳另类音乐专辑。随着乐队第五张专辑Bankrupt!（2013年）的发行，乐队登上了科切拉音乐节和普里马韦拉音乐节的头条。这张专辑也取得了商业上的成功，在法国专辑榜上排名第三，在告示牌二百大专辑榜上排名第四。
该乐队的第六张录音室专辑Ti Amo于2017年发行，该专辑受意大利迪斯科影响，收录的歌曲颂扬了乐队的“欧洲、拉丁根源” (European, Latin roots)。乐队的第七张录音室专辑Alpha Zulu（2022年）是在2019冠状病毒病疫情大流行期间在卢浮宫殿内录制的，灵感来自乐队的长期制作人、朋友和导师菲利普·兹达尔的去世。
2024年，该乐队在于法国巴黎法兰西体育场举行的2024年夏季奥林匹克运动会闭幕式中演出。

## 成员

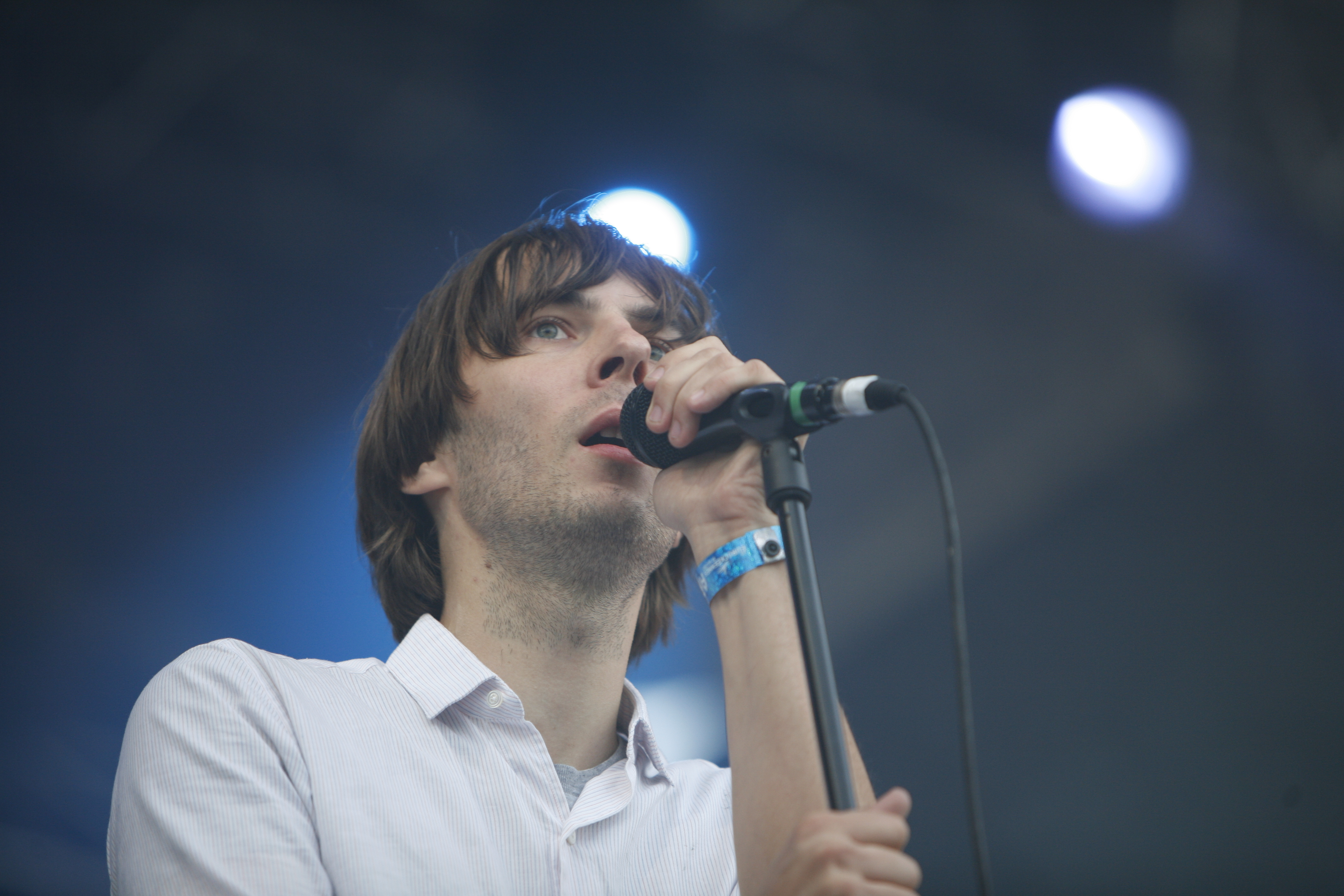
托马斯·马斯 Thomas Mars 歌手
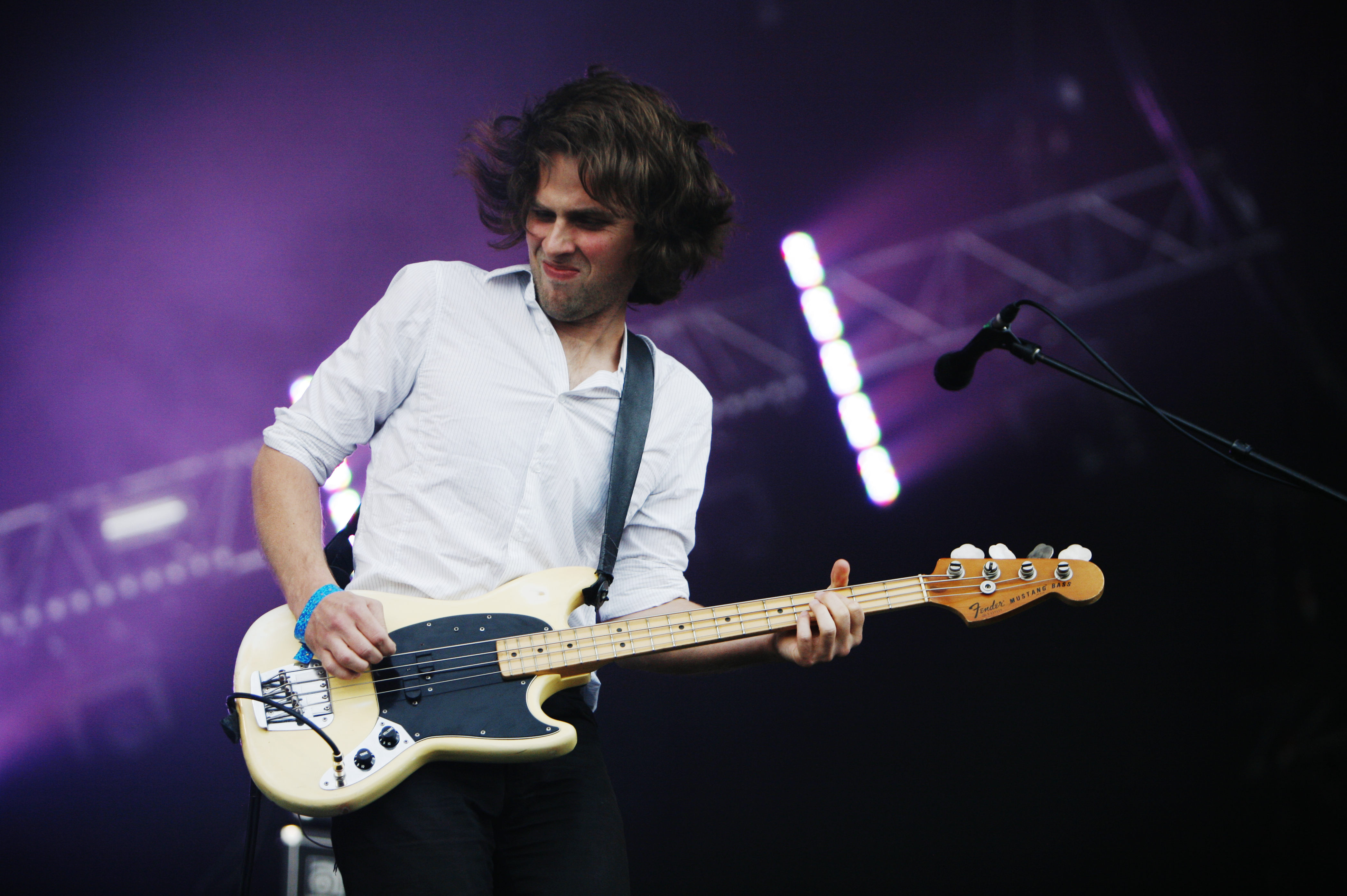
Deck d'Arcy 贝斯，键盘乐器
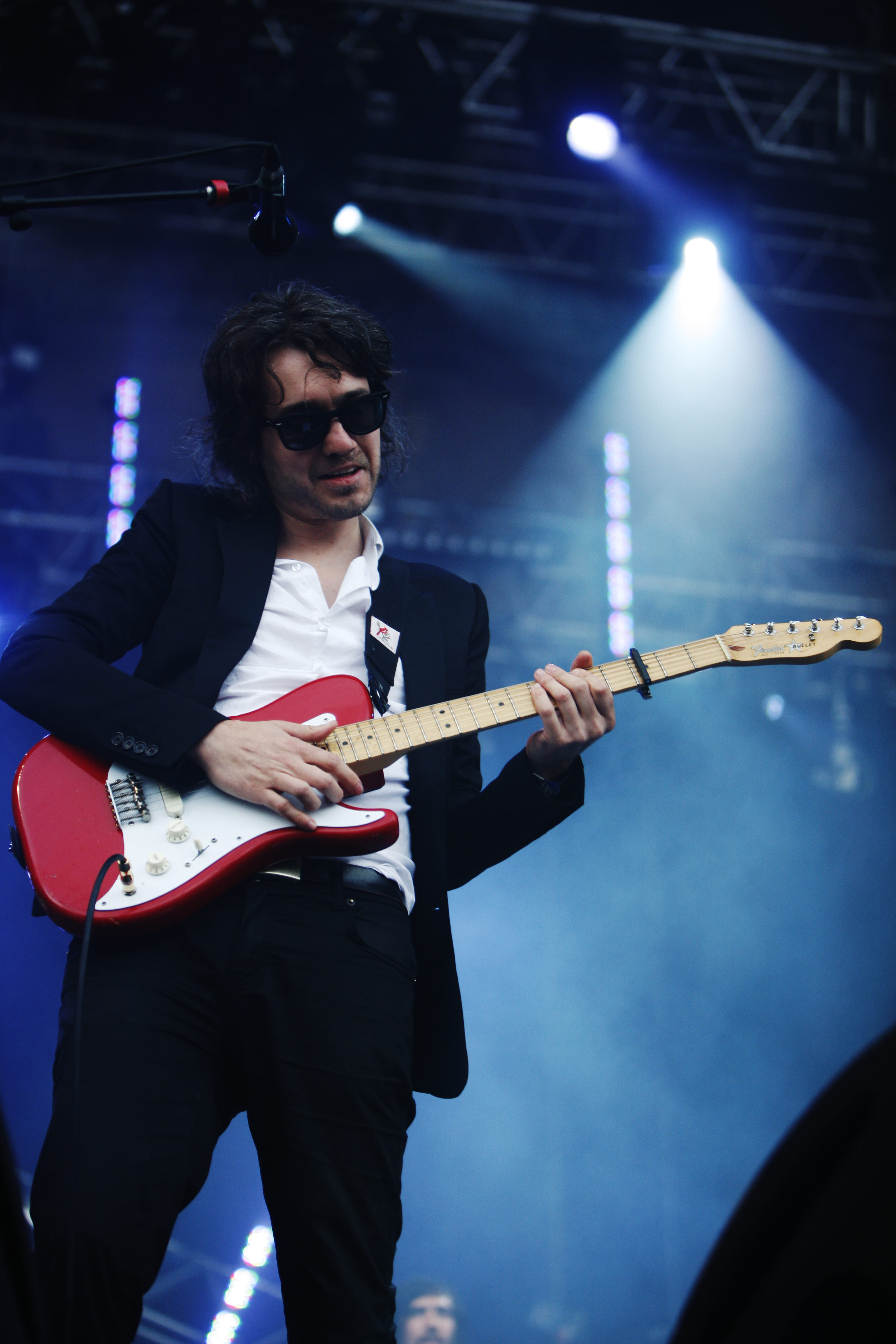
洛朗·布兰科维茨 Laurent Brancowitz 吉他，键盘乐器
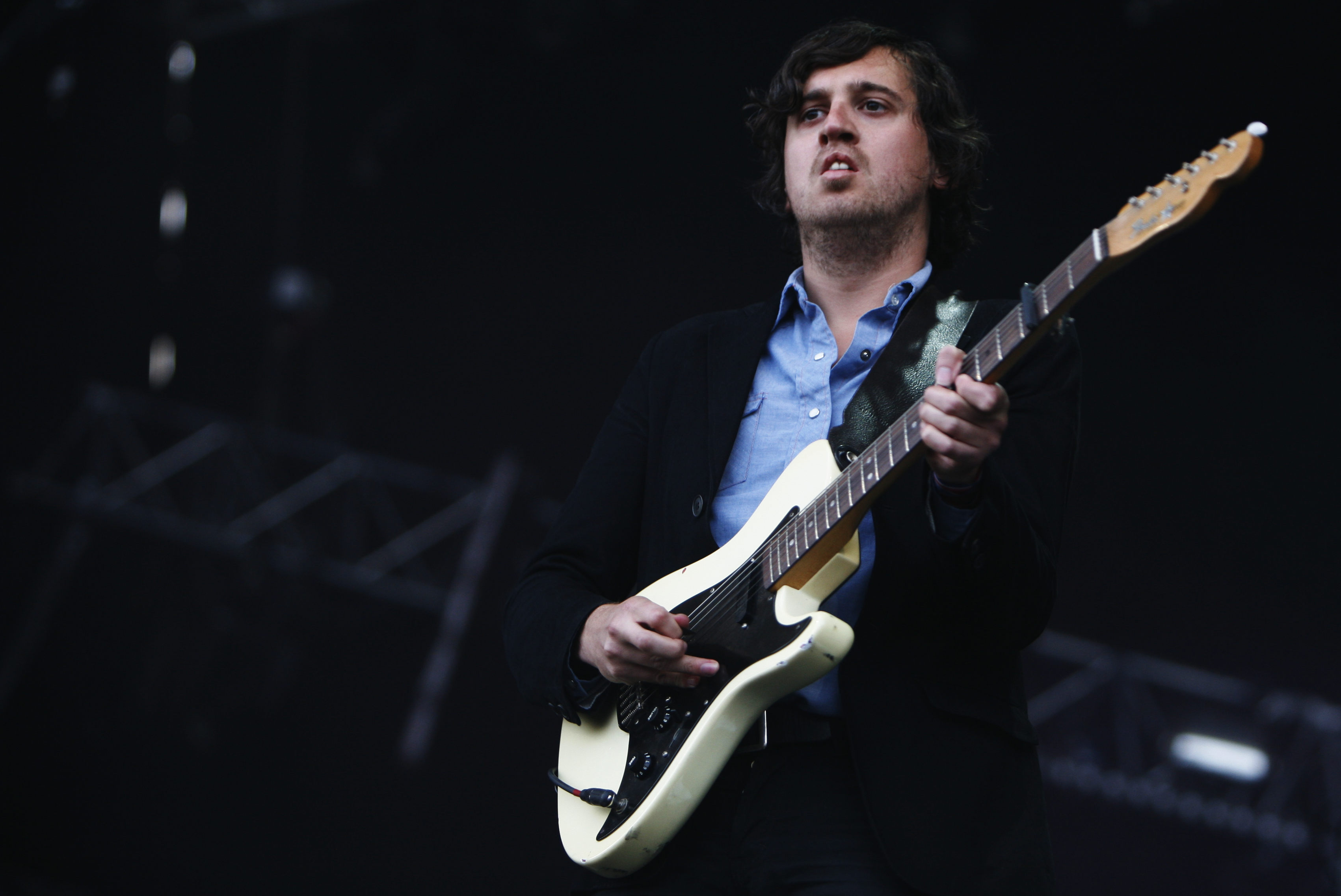
克里斯蒂安·马扎莱 Christian Mazzalai 吉他

## 作品集
- United (2000年)
- Alphabetical (2004年)
- It's Never Been Like That (2006年)
- Wolfgang Amadeus Phoenix (2009年)
- Bankrupt! (2013年)
- Ti Amo (2017年)
- Alpha Zulu (2022年)